# الساندرو میکای
الساندرو میکای (انگلیسی: Alessandro Micai؛ زادهٔ ۲۴ ژوئیهٔ ۱۹۹۳) بازیکن فوتبال اهل ایتالیا است.
از باشگاه‌هایی که در آن بازی کرده‌است می‌توان به باشگاه فوتبال کومو، باشگاه فوتبال پالرمو، باشگاه فوتبال باری، و باشگاه فوتبال وارزه اشاره کرد.